# 飾磨
飾磨（しかま）は、姫路市南部の飾磨区の各町からなる地区。
飾磨区の範囲は市川東岸の妻鹿地区も含むかなり広大なものであるが、狭義では野田川と船場川に挟まれた区域周辺（おおむね山陽電鉄飾磨駅のある一帯）を指す。地元で単に「飾磨」と言った場合には狭義の飾磨を指すことが多く、妻鹿地区や英賀地区は通常「飾磨」とは認識されない（以下、「飾磨」は狭義の飾磨を指す表現として用い、飾磨区については「飾磨区」と記す。姫路市の「区」については、姫路市の「区」を参照）。
飾磨は姫路市南部における中心地的役割を持つ。臨海部に山陽特殊製鋼などの大規模工場が並び、播磨臨海工業地帯の有力な一角だったが、近年第二次産業面では衰退し、イオンモール姫路リバーシティーなどの大規模小売店舗で巻き返しを図っている。また播磨灘に面する姫路港（飾磨港）は小豆島や家島諸島への連絡口であり、特定重要港湾に指定されている。

旧飾磨街道（飾磨駅南側界隈）　奥を山陽電鉄が横切る

## 地理

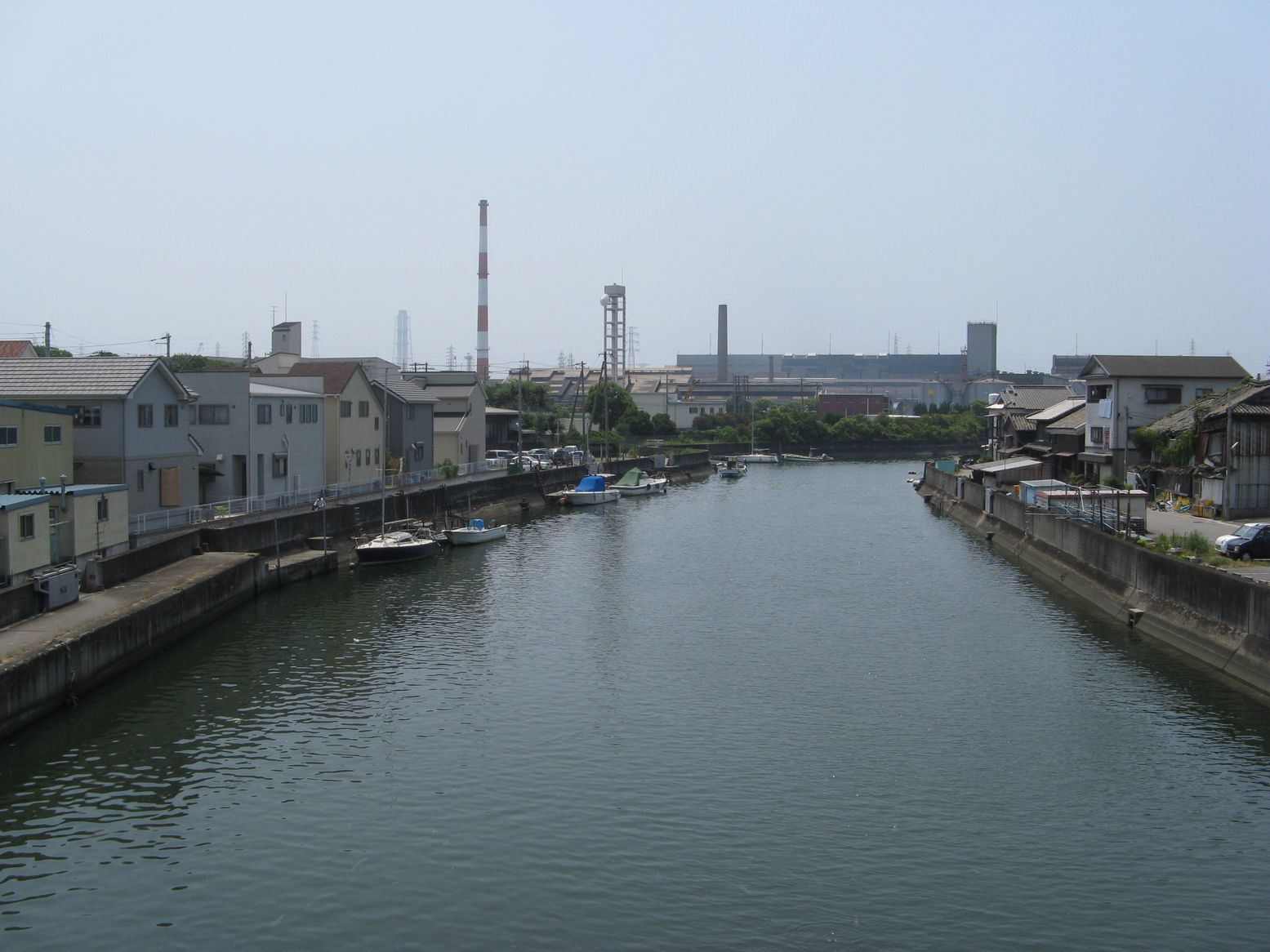
野田川　奥の工場は山陽特殊製鋼

- 飾磨区は市川下流西岸と夢前川下流東岸に挟まれた一帯で、周縁の一部を除いては平坦である。姫路市街を貫いてきた船場川が、飾磨西部を南流する（イオンモール姫路リバーシティーの名は船場川に因む）。また飾磨区中東部には野田川（上流部は外堀川/三左衛門堀）が、やはり南流して姫路港へ注ぐ。
- 夢前川を挟んで西側で広畑区と向き合うが、飾磨区北縁や飾磨区東縁では非区部との境目が曖昧である。
- 飾磨区中心部を国道250号（浜国道）が東西に走り、また北方の姫路市中心部などから駅南大路や兵庫県道62号姫路港線（産業道路）など数本の道路が南下してくるが、飾磨中心部は昔ながらの狭い道が錯綜する街並となっている。南方は播磨灘に面するが、海岸線のほぼ全てが工場地帯であり、海に面しているとの感じはあまりしない。
- 飾磨区北縁部には姫路バイパスの姫路南ランプおよび市川ランプがある。

## 地名の由来
この地名があらわれたのはかなり古く、姫路駐屯地内に組み込まれた平野村（現在の北平野）の一角に「飾万」という小字があった。『播磨国風土記』には大三間津日子命（第5代・孝昭天皇に比定されるが異説もある）が即位前にそこに、あるいは隣接する白国に館を建てて住んでいたときに「鹿も啼くのか」と言ったと伝わり、この「鹿も」に由来した地名といい、「飾磨郡」の名が見える。
現在「飾磨」の地名は山陽電鉄飾磨駅周辺、あるいはせいぜい飾磨区に用いられる程度だが、古来より続く飾磨郡は姫路一帯のかなり広い地域を占めていた。清少納言が『枕草子』に記した「飾磨の市」は東姫路駅付近の市之郷に比定されている。廃藩置県で大小の県が統廃合を繰り返していた頃には、姫路を中心とした「飾磨県」が、1871年（明治4年）11月から1876年（明治9年）8月に兵庫県へ統合されるまで存在していた。飾磨県が統合された後も、1889年（明治22年）の町村制施行により飾磨町が発足し、これは周辺の町村との合併を繰り返し1940年（昭和15年）からは飾磨市となり、姫路市に合併するまで続いた。現在飾磨区を名乗る地名は、姫路市との合併時に飾磨市であった区域の名残である。
飾磨周辺に、鹿に因む地名は他にもある。飾磨沖の家島諸島に属する男鹿島は、飾磨付近に住んでいた雄雌の鹿の内、牡鹿が泳いで来たとの伝承がある。また、本土の飾磨区側の妻鹿も残された牝鹿によるとされる。
ちなみに、その昔は「鹿間」と書いていたようである。夫婦の鹿が住んでいて、雌の鹿が流れてたどり着いたのが今の「妻鹿（メガ）」で、雄の鹿がな流れ着いたのが今の「男鹿（タンガ）」で、その雌鹿と雄鹿の間にある所から「鹿間（シカマ）」となったと言う説がある。

## 歴史
- 英賀地区には四国からやって来た三木一族が、英賀城を中心に勢力を張っていた。治めていた範囲は加古川西岸から室津までで、一時は「英賀千軒」と称されるほどの繁栄を見たとも言われるが、1580年（天正8年）4月に豊臣秀吉の軍勢に攻め落とされた。現在も英賀宮町2丁目に城址が残る。
- 土砂の累積により船の出入りが困難となったため、1846年（弘化3年）に藤田祐右衛門惟昌が私費を投じ、港の中核となる湛保地区を築いた。この工事は、排水のため水車四千台を使用したという難工事であった。また、播磨灘から吹いてくる烈風を防ぐため、港の四囲に数千本の松苗を植えつける作業も同時に行った（現在も飾磨港内に祐右衛門の記念碑が存在する）。
- 明治時代に入ると、飾磨の臨海部では多くの近代工場が建設された。特に敷島紡績（現・シキボウ。1913年操業開始）、福島紡績などの紡績業、及び山陽特殊製鋼（1929年操業開始）、合同製鐵（1934年操業開始）などの製鋼業が立地し、加えてマッチの生産も盛んとなり、飾磨は工業の街として栄えることとなった。また、生野鉱山より産出された銀の積み出し港として、フランス人技術者らにより生野街道とともに整備される。
- 飾磨は1940年（昭和15年）に市制施行して飾磨市となったが、終戦間もない1946年（昭和21年）3月、進駐軍の方針もあって姫路市と合併することとなった（ラモート合併）。

## 飾磨区内の公共施設

### 警察署

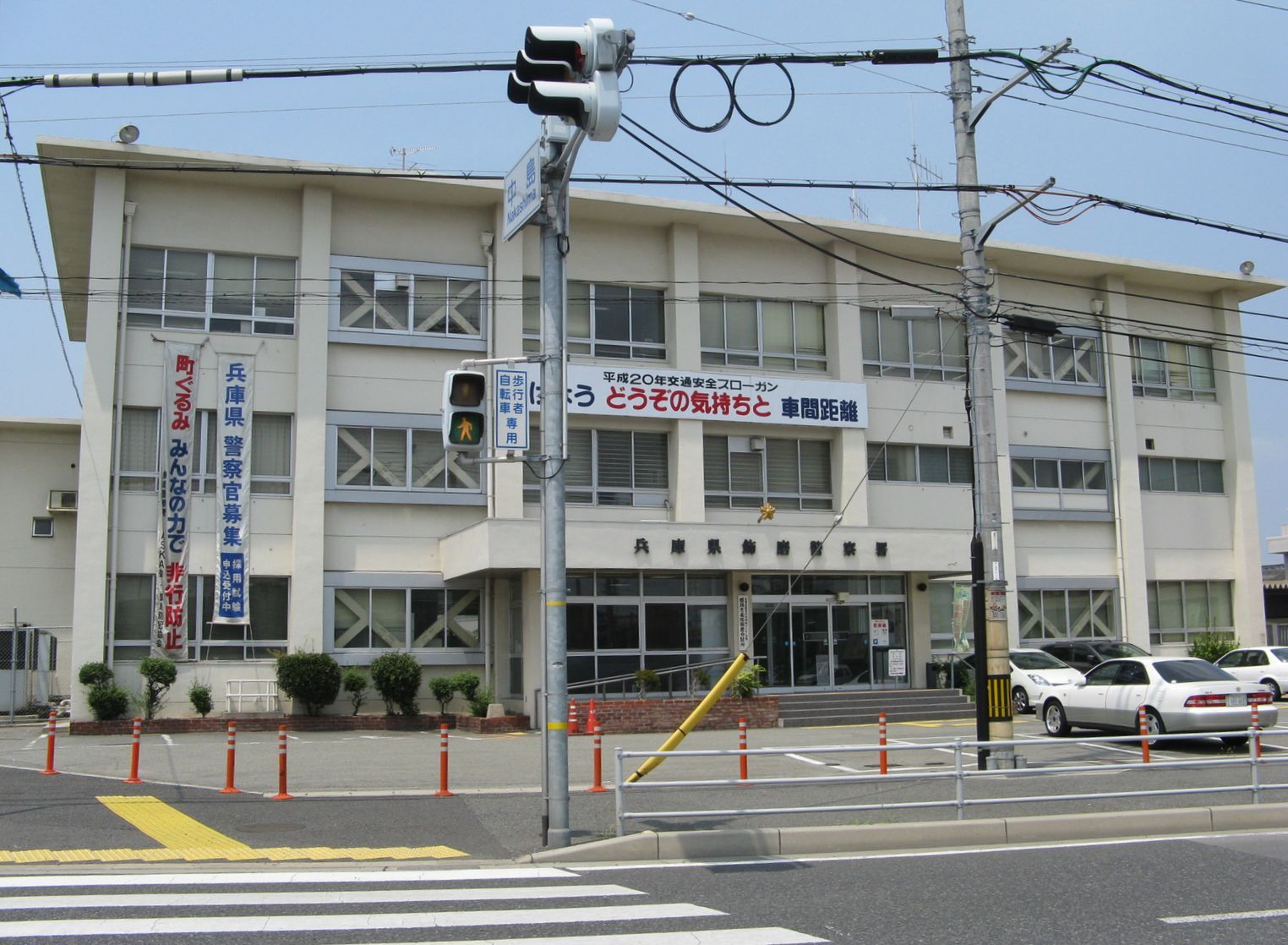
飾磨警察署

- 飾磨警察署

### 郵便局
- 姫路南郵便局
- 姫路妻鹿郵便局
- 姫路恵美酒郵便局
- 姫路下野田郵便局
- 飾磨清水郵便局
- 姫路細江郵便局
- 姫路今在家郵便局
- 姫路津田郵便局
- 飾磨英賀郵便局
- 英賀保駅前郵便局

姫路南郵便局

姫路南局はかつて「飾磨郵便局」と称したが、旧広畑局及び旧網干局の集配事務を引き継ぐ形で移転・改称した。

### 市関係
- 姫路市役所飾磨支所
- 姫路市役所妻鹿サービスセンター
- 姫路市飾磨市民センター
- 姫路市立図書館飾磨分館

### 教育

姫路市立飾磨小学校

- 姫路市立妻鹿小学校
- 姫路市立高浜小学校
- 姫路市立飾磨小学校
- 姫路市立津田小学校
- 姫路市立英賀保小学校
- 姫路市立飾磨東中学校
- 姫路市立飾磨中部中学校
- 姫路市立飾磨西中学校
- 姫路市立飾磨高等学校
- 兵庫県立飾磨工業高等学校
- 兵庫県立姫路産業技術高等学校

## 社寺
- 恵美酒宮天満神社
- 浜の宮天満宮
- 津田天満神社
- 英賀神社
- 中島天満宮

## その他
- 固寧倉
- 黒田職隆廟所

## 交通

### 鉄道
- 山陽本線　英賀保駅
- 山陽電気鉄道本線　妻鹿駅 - 飾磨駅
- 山陽電気鉄道網干線　西飾磨駅

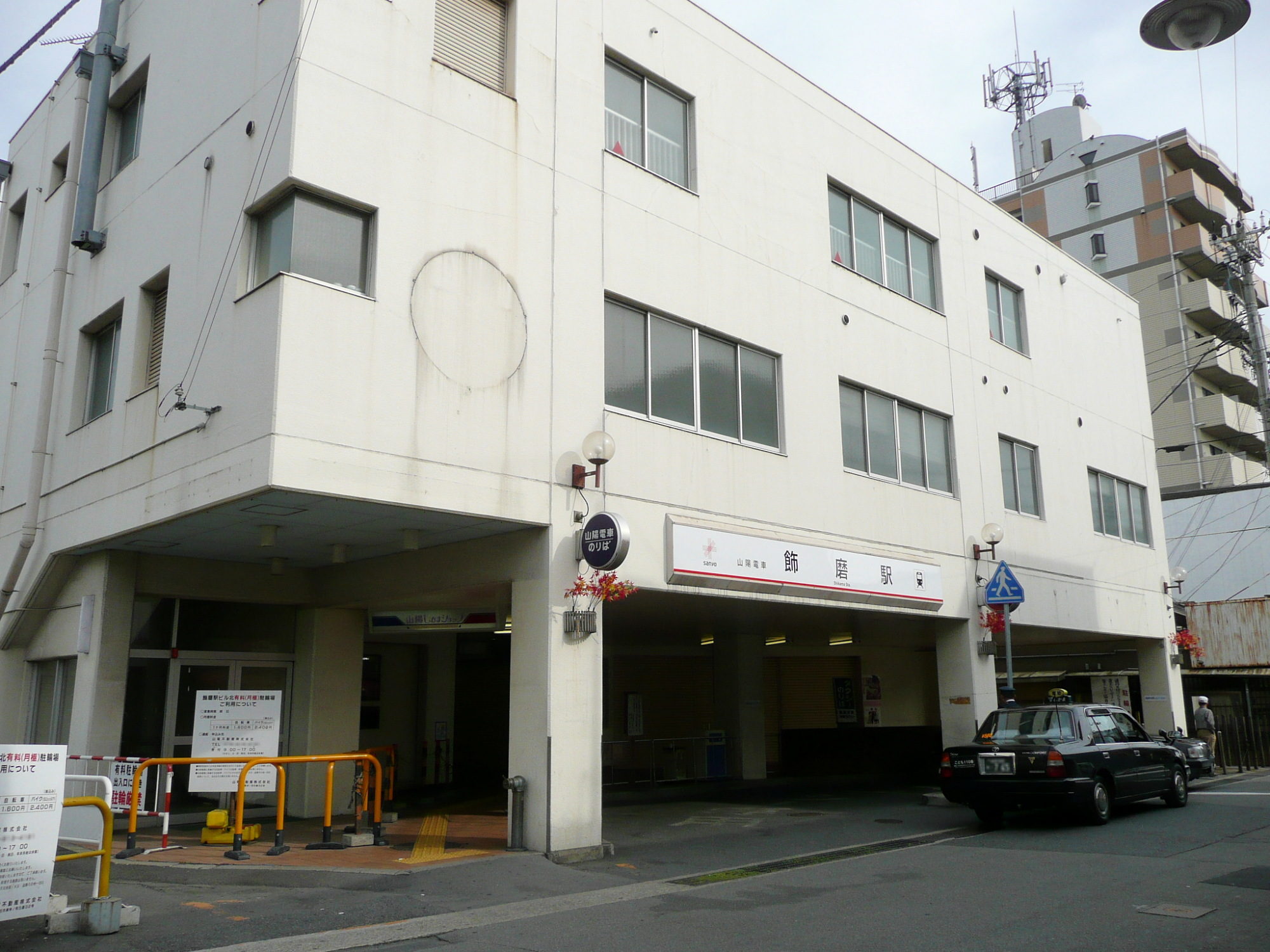
山陽電気鉄道飾磨駅

かつて姫路～飾磨港間5.6kmを、国鉄播但線（飾磨港線）が走っていた。1986年（昭和61年）11月1日に廃止。

### バス
- 神姫バス　飾磨中心部方面に関する系統のみを挙げた。 
  - 27系統　姫路駅（北口）～土山・中地・構・津田神社前～思案橋
  - 91系統　姫路駅（南口）～市役所前～山電飾磨

　　　　　　姫路駅（南口）～市役所前・中央病院・山電飾磨～姫路火力
　　　　　　姫路検査場～山電飾磨～姫路駅（南口）
　　　　　　山電飾磨～合同製鉄正門～姫路火力
　　　　　　山電飾磨～姫路火力～姫路検査場
- 94系統　姫路駅（南口）～手柄・須加～姫路港

　　　　　　姫路港〜須加・手柄・白鷺橋〜姫路駅（北口）

### 道路
- 国道250号
- 国道436号
- 兵庫県道62号姫路港線（産業道路）
- 兵庫県道401号中島姫路停車場線
- 兵庫県道414号田寺今在家線
- 兵庫県道415号和久今宿線
- 兵庫県道418号付城細江線
- 兵庫県道502号英賀保停車場線
- 兵庫県道516号姫路環状線
- 兵庫県道517号妻鹿花田線
- 兵庫県道540号飾磨港線
- 姫路バイパス（国道2号バイパス） 姫路南ランプ、市川ランプ

### 港湾
姫路港（飾磨港）が旅客や物流・貿易で重要な役割を担っている。
- 小豆島航路（国道436号の海上区間）
  - 小豆島フェリー　姫路播磨港～福田港（香川県小豆郡小豆島町）
- 家島諸島航路
  - 高速いえしま（姫路～真浦）
  - 高福ライナー（姫路～真浦～宮）
  - 坊勢輝汽船（姫路～男鹿島～坊勢島）

## 飾磨区に本社を置く企業
- 山陽特殊製鋼
- 飾磨海運

## ショッピングセンター

イオンモール姫路リバーシティ

- イオンモール姫路リバーシティー
- ムロタツ

## 町丁
| - 飾磨区妻鹿 - 飾磨区妻鹿東海町 - 飾磨区妻鹿日田町 - 飾磨区妻鹿常盤町 - 飾磨区阿成 - 飾磨区阿成中垣内 - 飾磨区阿成渡場 - 飾磨区阿成鹿古 - 飾磨区中島 - 飾磨区堀川町 - 飾磨区野田町 - 飾磨区上野田1～6丁目 - 飾磨区中野田1～4丁目 - 飾磨区下野田1～4丁目 - 飾磨区三和町 - 飾磨区亀山 - 飾磨区三宅1～3丁目 - 飾磨区都倉1～3丁目 | - 飾磨区清水1～3丁目 - 飾磨区清水 - 飾磨区恵美酒 - 飾磨区玉地1丁目 - 飾磨区玉地 - 飾磨区栄町 - 飾磨区御幸 - 飾磨区東堀 - 飾磨区宮 - 飾磨区大浜 - 飾磨区須加 - 飾磨区天神 - 飾磨区細江 | - 飾磨区加茂 - 飾磨区加茂北 - 飾磨区加茂東 - 飾磨区加茂南 - 飾磨区思案橋 - 飾磨区蓼野町 - 飾磨区構1～5丁目 - 飾磨区構 - 飾磨区今在家1～6丁目 - 飾磨区今在家 - 飾磨区入船町 - 飾磨区粕谷新町 | - 飾磨区英賀 - 飾磨区高町 - 飾磨区付城 - 飾磨区英賀保駅前町 - 飾磨区英賀春日町1～2丁目 - 飾磨区城南町1～3丁目 - 飾磨区英賀清水町1～3丁目 - 飾磨区矢倉町1～2丁目 - 飾磨区英賀宮町1～2丁目 - 飾磨区中浜町1～3丁目 - 飾磨区英賀東町1～2丁目 - 飾磨区英賀西町1～3丁目 - 飾磨区西浜町1～3丁目 - 飾磨区鎌倉町 - 飾磨区若宮町 - 飾磨区英賀乙 - 飾磨区英賀甲 - 飾磨区山崎 - 飾磨区富士見ヶ丘町 - 飾磨区山崎台 - 飾磨区英賀宮台 |